# František Douda
František Douda (né le 23 octobre 1908 à Lhota Samoty et décédé le 15 janvier 1989 à Prague) est un athlète tchécoslovaque spécialiste du lancer du poids et du disque. Affilié au Slavia Prague, il mesurait 1,92 m pour 96 kg. Il est l'ancien détenteur du record du monde du lancer du poids à deux reprises.

## Biographie

### Palmarès
| Date | Compétition           | Lieu        | Résultat | Épreuve | Performance |
| ---- | --------------------- | ----------- | -------- | ------- | ----------- |
| 1932 | Jeux olympiques d'été | Los Angeles | 3e       | Poids   | 15,61 m     |
| 1932 | Jeux olympiques d'été | Los Angeles | 15e      | Disque  | 42,39 m     |
| 1934 | Championnats d'Europe | Turin       | 3e       | Poids   | 15,18 m     |
| 1936 | Jeux olympiques d'été | Berlin      | 7e       | Poids   | 15,28 m     |

### Records
| Épreuve          | Performance | Lieu   | Date              |
| ---------------- | ----------- | ------ | ----------------- |
| Lancer du poids  | 16,20 m     | Prague | 24 septembre 1932 |
| Lancer du disque | 46,30 m     |        | 1932              |